# Sőtér István
Sőtér István (Szeged, 1913. június 1. – Budapest, 1988. október 7.) Kossuth-díjas író, irodalomtörténész, esszéista, egyetemi tanár, a Magyar Tudományos Akadémia rendes tagja. Felesége, Jász Veronika grafikus-iparművész volt.

## Életpályája
Sőtér János dohányjövedéki tiszt és Hreblay Jolán Mária (1886–1968) fia. Apja és nagybátyja az első világháborúban hősi halált haltak, anyja és nagyanyja nevelte. Középiskoláit a szegedi piarista gimnáziumban végezte. 1931–1935 között a budapesti Eötvös Collegium tagja, francia–magyar–német szakon. 1935–36-ban a párizsi École normale supérieure ösztöndíjasa, 1936-ban az Eötvös Collegium francia előadója és könyvtárosa volt. 
1936–1939 között a budapesti Egyetemi Könyvtár tisztviselője; 1939-1945 között közgazdasági pályán működött (a Budapesti Kereskedelmi és Iparkamara előadója, majd meghívásra a Magyar Gyáriparosok Országos Szövetségének titkára volt). 
1945-ben a Teleki Pál Tudományos Intézet tanára, majd 1946. augusztus 1-jétől a Vallás- és Közoktatásügyi Minisztérium X. főosztályának helyettes vezetője, 1947. június 1-jétől pedig vezetője. 1948–1952 között a szegedi egyetem tanára, 1952-től az 1960-as évek végéig az Eötvös Loránd Tudományegyetem tanszékvezető egyetemi tanára, 1953–1956 és 1963–1966 között rektora volt. 1956-ban oktatásügyi-miniszterhelyettesként dolgozott. 
1957–1983 között, nyugalomba vonulásáig az MTA Irodalomtörténeti Intézetének igazgatója volt, ehhez kapcsolódóan az 1974-ben indított Literatura című irodalomelméleti folyóirat első szerkesztőjeként (1974–1985) is működött. 1960–1969 között a Magyar PEN Club elnöke, 1970–1973 között az International Comparative Literature Association (AILC) elnöke, a Sorbonne tiszteletbeli doktora, a francia Ordre des Arts et des Lettres kitüntetettje. 
Írói és tudósi pályája párhuzamosan alakult, bár 1949–1960 között szépíróként egyetlen torzótól eltekintve a hallgatást vállalta. Íróként a Válaszban, esszéistaként a Magyar Szemlében és a Nouvelle Revue de Hongrie-ben szerepelt. A Magyarok című folyóirat közölte Júdás c. drámáját, 1947-ben. A Színművészeti Főiskola végzős növendékei játszották az Ódry Színpadon, hangjátékként a Rádiószínpad sugározta, majd a Veszprémi Petőfi Színház vitte színre 1985. március 22-én. Fordította Hemingway, Emily Brontë, Graham Greene, Thyde Monnier regényeit.

## Művei
- A XVII. századi francia rhetorikák stílus-szemlélete; Dunántúl Ny., Budapest, 1936
- La doctrine stylistique des rhétoriques du XVIIe siècle; Eggenberger, Budapest, 1937 (Bibliothèque de l'Institut Français à l'Université de Budapest)
- Fellegjárás (regény, 1939, 1977)
- Francia szellem a régi Magyarországon (tanulmány, 1940)
- Kelet és nyugat határán (Kodolányi Jánossal és Várkonyi Nándorral, 1941)
- Francia-magyar művelődési kapcsolatok (1941)
- Jókai Mór (1941)
- A templomrabló (regény, 1943)
- L'esprit français en Hongrie; Officina, Budapest, 1944 (Officina Hungarica)
- Két iskola (esszé, 1944)
- A kísértet (regény, 1945)
- Magyar-francia kapcsolatok (monográfia, 1946)
- Játék és valóság (esszék, 1946)
- Budai átkelés (elbeszélés, 1946)
- Bűnbeesés (regény, 1947)
- Hídszakadás (regény, 1948)
- Négy nemzedék (antológia, 1948)
- Sötétkamra (elbeszélés, 1948)
- Egy özvegyasszony élete (elbeszélés, 1951)
- A szegedi textilkombinát (elbeszélés, 1951)
- Eötvös József (tanulmány, 1951, monográfia, 1953)
- Romantika és realizmus (válogatott tanulmányok, 1956)
- Világtájak (tanulmány, 1957)
- Madártávlat (útirajzok, 1959)
- Édenkert (elbeszélés, 1960)
- Nemzet és haladás. Irodalmunk Világos után (monográfia, 1963; 2. kiadás: Világos után, 1987)
- A magyar irodalom története I–VI. 1964–1966
- Álom a történelemről. Madách Imre és Az ember tragédiája (1965)
- Tisztuló tükrök. A magyar irodalom a két világháború között (tanulmány, 1966)
- Eötvös József; Akadémiai, Budapest, 1967
- Vacsora Carmelben (útinapló, 1968)
- Az ember és műve (tanulmány, 1971)
- Az elveszett bárány (regény, 1974)
- A sas és a serleg. Akadémiai arcképek (tanulmány, 1975)
- Bakator (összegyűjtött kisregények, elbeszélések és drámák, 1975)
- Werthertől Szilveszterig (tanulmány, 1976)
- Évgyűrűk (visszaemlékezés, 1976)
- Tiszta Emma (elbeszélés, 1978)
- Budai Oroszlán (regény, 1978)
- Félkör. Tanulmányok a XIX. századról; Szépirodalmi, Budapest, 1979
- Gyűrűk. Tanulmányok a XX. századról; Szépirodalmi, Budapest, 1980
- Komoly ének; Szépirodalmi, Budapest, 1984 (Sőtér István művei)
- A templomrabló. Júdás; Szépirodalmi, Budapest, 1985 (Sőtér István művei)
- Szeged könyve [minikönyv]; szerk. Péter László; Szegedi Nyomda, Szeged, 1986
- Világos után. Nemzet és haladás: Aranytól Madáchig; Szépirodalmi, Budapest, 1987 (Sőtér István művei)
- Bárányt szoptató Oroszlán. Regény; Szépirodalmi, Budapest, 1988
- A magyar irodalom története 1945–1975 (ún. „SÓSKA” mint szerkesztő) 1981–1988

## Műfordításai
- Emily Brontë: Üvöltő szelek. Budapest: Athenaeum. 1940.
- Graham Greene: Hatalom és dicsőség. Budapest: Athenaeum. 1941.
- Charles Dickens: Nehéz idők. Budapest: Franklin. 1942.
- Ernest Hemingway: Akiért a harang szól. Budapest: Révai. 1945.
- Pearl S. Buck: Sárkányivadék. Budapest: Palladis. 1946.
- Thornton Wilder: Sorsom az ég. Budapest: Élet. 1947.
- W. M. Thackeray: Hiúság vására. Budapest: Szépirodalmi. 1950.

## Díjai, kitüntetései
- Magyar Köztársasági Érdemrend (1948)
- Kossuth-díj (1954)
- A Munka Érdemrend arany fokozata (1963)
- Az Ordre des Arts et Lettres tiszti fokozata (1974)
- A Magyar Népköztársaság Zászlórendje (1983)
- József Attila-díj (1985)